# Campeonato Europeo de Waterpolo Masculino de 1926
El I Campeonato Europeo de Waterpolo Masculino se celebró en Budapest (Hungría) entre el 18 y el 22 de agosto de 1926, bajo la organización de la Liga Europea de Natación (LEN) y en el marco de los Campeonatos de Europa de Natación de ese mismo año.

## Participantes
- Alemania
- Bélgica
- Hungría
- Suecia

## Ronda principal
|    | Equipo   | Pts. | PJ | G | E | P | GF | GC | Dif. |
| -- | -------- | ---- | -- | - | - | - | -- | -- | ---- |
| 1. | Hungría  | 6    | 3  | 3 | 0 | 0 | 16 | 3  | +13  |
| 2. | Suecia   | 3    | 3  | 1 | 1 | 1 | 10 | 10 | 0    |
| 3. | Alemania | 2    | 3  | 1 | 0 | 2 | 11 | 17 | -6   |
| 4. | Bélgica  | 1    | 3  | 0 | 1 | 2 | 7  | 14 | -7   |

| 18 de agosto de 1926 | Hungría | 8-1 | Alemania |  |  |

| 19 de agosto de 1926 | Alemania | 6-4 | Bélgica |  |  |

| 20 de agosto de 1926 | Hungría | 5-0 | Bélgica |  |  |

| 20 de agosto de 1926 | Suecia | 5-4 | Alemania |  |  |

| 21 de agosto de 1926 | Bélgica | 3-3 | Suecia |  |  |

| 22 de agosto de 1926 | Hungría | 3-2 | Suecia |  |  |

## Estadísticas

### Clasificación general
| Hungría    |
| Suecia     |
| Alemania   |
| 4. Bélgica |